# 費特·魯頓
費達伊古斯（費特）·賈高布斯·魯頓（荷蘭語：Fredericus (Fred) Jacobus Rutten，荷蘭語發音：[freˈdərikʏs ˈfrɛt jɑˈkoubʏs ˈrʏtə(n)]，1962年12月5日—）出生於荷蘭韋亨，是一名足球球員及教練，現正執教PSV燕豪芬。

## 球會生涯
球員時期，魯頓效力了川迪13年，川迪亦是他球員生涯效力過的唯一一支球隊。

## 教練生涯
他的教練生涯亦是由川迪開始，由助教升到教練層面，後執教PSV燕豪芬，只能任職其青年隊教練及助教，2008年夏天，他獲史浩克04任職球隊教練。
2009年3月26日，魯頓成為史浩克04任命為其球隊教練。 2009年4月17日，他與PSV燕豪芬簽訂合約，由2009/2010年球季出任球隊教練，但他要在2009年7月1日才正式加盟。

### 教練
| 球隊      | 國家 | 由            | 至            | 紀錄 | 紀錄 | 紀錄 | 紀錄 | 紀錄  |
| 球隊      | 國家 | 由            | 至            | G    | W    | D    | L    | Win % |
| --------- | ---- | ------------- | ------------- | ---- | ---- | ---- | ---- | ----- |
| 川迪      | 荷兰 | 2006年        | 2008年        |      |      |      |      |       |
| 史浩克04  | 德国 | 2008年4月23日 | 2009年3月26日 | 24   | 10   | 7    | 8    | 41.67 |
| PSV燕豪芬 | 荷兰 | 1 2009年7月   | 現在          |      |      |      |      |       |

## 榮譽
- ：2008年